# Fabian Nitsche
Fabian Nitsche (* 15. Juli 1984 in Schwerin) ist ein ehemaliger deutscher Boxer und Boxtrainer. Er war langjähriges Mitglied der deutschen Nationalmannschaft und mehrfacher Deutscher Meister im Halbwelter- und Weltergewicht.

## Karriere
Fabian Nitsche war mehrfacher Landesmeister, mehrmals Deutscher Meister und zweimal Norddeutscher Meister bei den Männern. Er blieb in seiner gesamten aktiven Laufbahn auf Landesebene ungeschlagen.
Seinen letzten Kampf bestritt Nitsche 2007 im Finale der Landesmeisterschaft, den er gegen den früheren Deutschen Meister Christian Schlüter gewann.
Zwischen 2000 und 2005 boxte Nitsche in der 1. und 2. Bundesliga für die Mannschaften Schwerin-Wismar und Demmin-Greifswald.
Im Jahr 2002 wurde Nitsche Deutscher Meister im Weltergewicht und erreichte den 5. Platz bei den Juniorenweltmeisterschaften in Santiago de Cuba, nachdem er knapp gegen den späteren Vize-Olympiasieger Yoan Pablo Hernández unterlag. Ebenfalls 2002 erreichte er beim internationalen Balaton Cup in Síofok (Ungarn) den zweiten Platz.
Nitsche bestritt insgesamt 160 offizielle Kämpfe. Er nahm an zahlreichen internationalen Turnieren teil, darunter der Brandenburg Cup, den er gewinnen konnte, sowie mehrere Länderkämpfe gegen Polen (u. a. 2001 in Weinheim und 2002 in Toruń), gegen Italien, Kroatien und Kuba.
Bei einem Turnierkampf im Jahr 2004 boxte Nitsche gegen Martin Dreßen unentschieden, der im Vorjahr Dritter bei der Weltmeisterschaft der Männer wurde.
2003 wurde er gemeinsam mit Sebastian Zbik und weiteren Sportlern von Ministerpräsident Harald Ringstorff für besondere sportliche Leistungen als einer der besten Sportler Mecklenburg-Vorpommerns ausgezeichnet.

## Trainerlaufbahn
Nach dem Ende seiner aktiven Karriere wurde Nitsche als Trainer tätig, unter anderem beim Hamburger Amateur-Box-Verband (HABV) und in seiner Heimatstadt Schwerin. Einer seiner bekanntesten Schützlinge war Thomas „Amboss“ Böke, der unter anderem bei Benefizveranstaltungen auftrat.
Nitsche besitzt die Trainer-B-Lizenz des Deutschen Boxsport-Verbands.

## Privates
Fabian Nitsche ist verheiratet, Vater von zwei Kindern und arbeitet hauptberuflich als Sportlehrer.